# Łukasz Gerstenstein
Łukasz Gerstenstein (* 6. Oktober 2004 in Kowary) ist ein polnischer Fußballspieler, der hauptsächlich im rechten und linken Mittelfeld spielt.

## Karriere

### Vereine
Gerstenstein begann seine Profikarriere bei Śląsk Wrocław. Sein Debüt in der Ekstraklasa in der Saison 2022/23 gab er am 10. März 2023 im Spiel gegen Raków Częstochowa, als er in der 89. Minute für Martin Konczkowski eingewechselt wurde. Das Spiel endete mit einer 1:4-Niederlage für sein Team.
Gerstenstein wechselte im Juli 2023 auf Leihbasis bis zum 30. Juni 2024 zum FKS Stal Mielec. Dort spielte er in der Saison 2023/24 in der Ekstraklasa.

### Nationalmannschaft
Gerstenstein debütierte am 8. Februar 2023 für die polnische U19-Nationalmannschaft. Gegner war die U19-Auswahl von Tschechien, das Spiel gewann man mit 3:2. Im Jahr 2024 absolvierte er je ein Spiel für die U20 und die U21.

## Erfolge
Einzelauszeichnungen
- Ekstraklasa Nachwuchsspieler des Monats: Juni 2023[4]